# Triton QD
Triton QD označovaný také jako Triton Quick Disk je disketový řadič pro počítače Commodore 64, Dragon 64, MSX a Sinclair ZX Spectrum vyráběný britskou společností Radofin Electronics. Pod značkou Aquarius Quick Disk byl vyráběn pro počítače Mattel Aquarius. Pomocí interface MZ-1E19 je možné ho připojit i k počítači Sharp MZ-800. Používá média o velikosti 2,8".

## Technický popis
Jednotka Triton QD obsahuje jednu mechaniku. Pokud je potřebná druhá mechanika, je nutné k počítači připojit druhou jednotku Triton QD. Současně mohou být připojeny nejvýše dvě jednotky. Záznam na médiích není uložen v soustřených kružnicích, ale ve spirále. Každý datový blok uložený na médiu obsahuje kromě uživatelských dat rezervovanou oblast o velikosti 1 KiB.

## Ovládání řadiče

### Commodore 64
Řadič přidává své vlastní příkazy pro své ovládání:
- @Dn
- @Format
- @Dir
- @Save
- @ASave
- @Write
- @Load
- @Run
- @Aload
- @Kill
- @Quit
- @ACopy
- @CassCopy

Aby bylo možné tyto příkazy používat, je nutné je nejprve aktivovat pomocí SYS 32768.

### Mattel Aquarius
Syntaxe příkazů pro ovládání řadiče je (n označuje číslo jednotky):
- DIR, n - zobrazení katalogu média,
- INIT, n - formátování média a jeho inicializace,
- SAVE "název souboru", n - uložení programu v Basicu na médium,
- LOAD "název souboru", n - nahrání souboru do paměti počítače,
- KILL "název souboru", n - smazání souboru z média,
- WRITE "název souboru", n, počáteční adresa,koncová adresa,spouštěcí adresa - uložení obsahu bloku paměti na médium
- DISKCOPY - kopírování souborů, nevyžaduje zadávat parametry, ty jsou dotazovány interaktivně.

### Sharp MZ-800
Příkazy pro ovládání řadiče jsou k dispozici v programovém monitoru:
- QD – zobrazení katalogu média,
- QF – formátování média,
- QC – kopírování mezi jednotkami Quick Disku,
- QX – kopírování z magnetofonu na Quick Disk,
- QS – uložení programu na médium,
- QL – nahrání programu do paměti počítače a jeho spuštění.

### Sinclair ZX Spectrum
Podobně jako v případě ZX Interface 1 jsou příkazy pro ovládání řadiče uloženy v externí ROM a od kazetových příkazů se odlišují hvězdičkou. V případě připojení řadiče Triton QD by neměl být ZX Interface 1 připojen.
Přidané příkazy pro obsluhu zařízení jsou (n označuje číslo jednotky):
- CAT *n
- FORMAT n
- SAVE *n;b;"název souboru"
- SAVE *n;d;"název souboru";proměnná
- SAVE *n;m;"název souboru";počáteční adresa;koncová adresa
- LOAD *n;"název souboru"
- ERASE *n;"název souboru"
- COPY *n1 TO n2;"název souboru"
- COPY *